# Uvaldo Luna
Uvaldo Luna Martínez (Houston, 21 dicembre 1993) è un ex calciatore messicano con cittadinanza statunitense, di ruolo centrocampista.

## Carriera

### Club
Ha giocato nella massima serie dei campionati messicano e colombiano.

### Nazionale
Ha giocato nelle nazionali giovanili messicane Under-20 ed Under-23.